# Ctenophorus femoralis
Ctenophorus femoralis är en ödleart som beskrevs av  Storr 1965. Ctenophorus femoralis ingår i släktet Ctenophorus och familjen agamer. Inga underarter finns listade i Catalogue of Life.